# Elani australià
L'elani australià (Elanus axillaris) és un ocell rapinyaire de la família dels accipítrids (Accipitridae). Habita zones de praderies, sabanes i terres de conreu d'Austràlia i Tasmània. El seu estat de conservació es considera de risc mínim.